# يوهان شتاميتز
يوهان شتاميتز (19 يونيو 1717 - 27 مارس 1757) (بالإنجليزية: Johann Stamitz)‏ موسيقي وعازف كمان بوهيمي ابتكر مصطلحات التضليل والتلوين الموسيقي، ومصطلحات السرعة المختلفة والتدرج في السرعة.

## روابط خارجية
- يوهان شتاميتز على موقع الموسوعة البريطانية (الإنجليزية)
- يوهان شتاميتز على موقع ميوزك برينز (الإنجليزية)
- يوهان شتاميتز على موقع أول ميوزيك (الإنجليزية)
- يوهان شتاميتز على موقع ديسكوغز (الإنجليزية)